# Milchglas

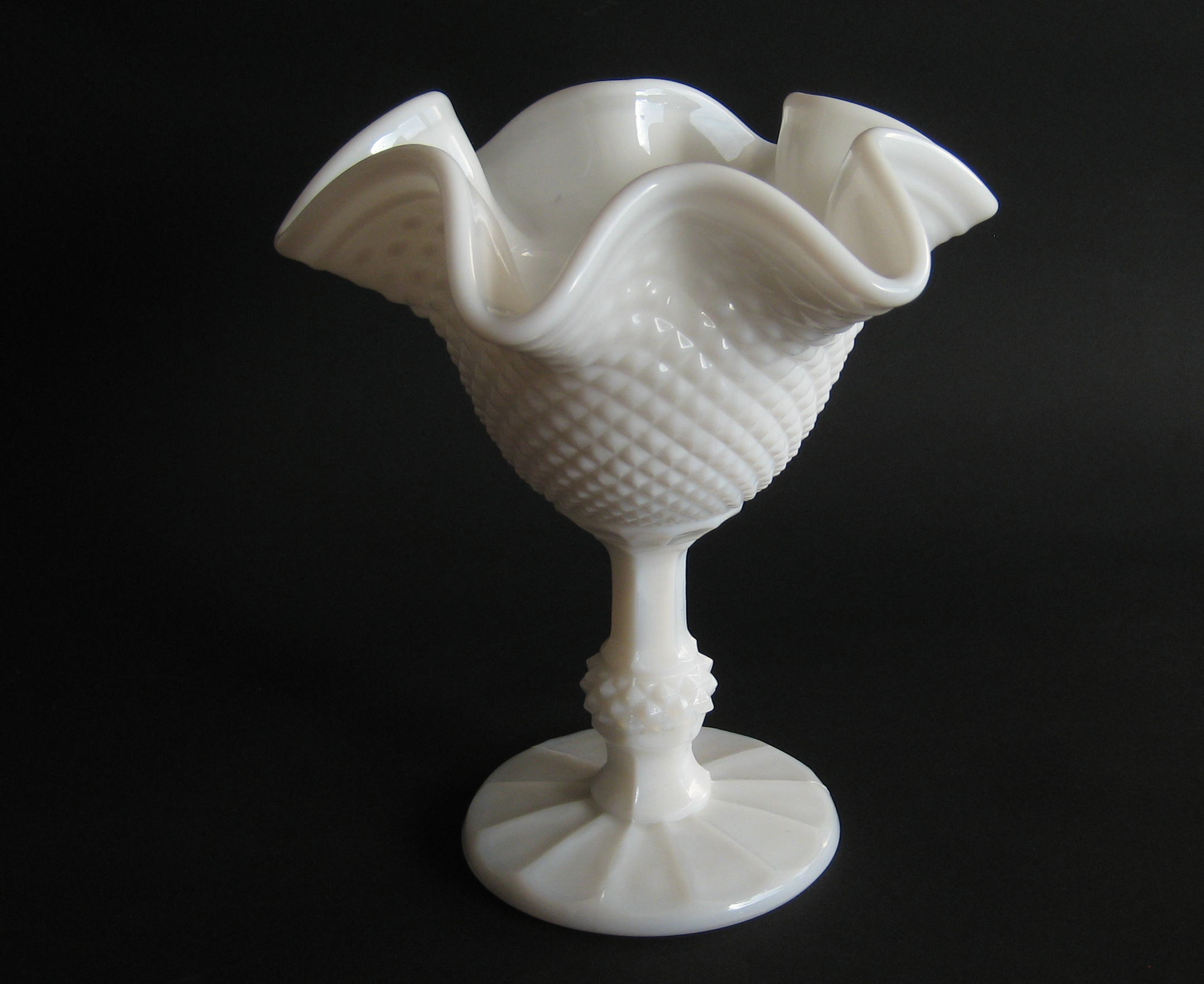
Fußschale aus Milchglas

Milchglas ist die umgangssprachliche Bezeichnung für opakes Weißglas, eine Glasart, die lichtdurchlässig, aber undurchsichtig ist. Trübglas ist ein undurchsichtiges, milchig weißes Glas.
Arten von Milchglas:

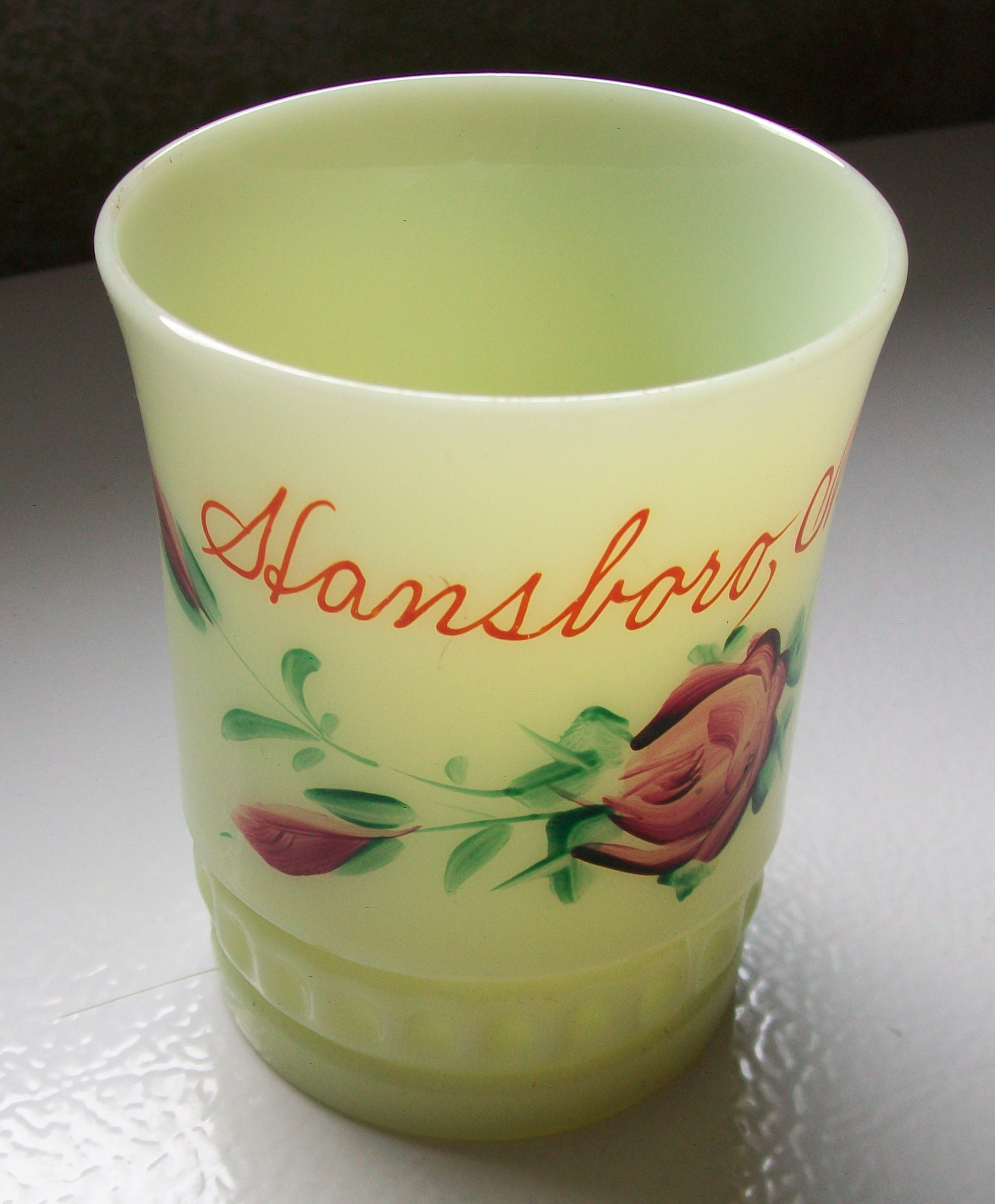
Milchglas-Souvenir

- durch Beimischung eines trübenden Stoffes gefärbtes Glas
- durch Aufrauen der Oberfläche undurchsichtig gemachtes Glas, teilweise auch als Satiniertes Glas bezeichnet
- Milchüberfangglas, ein Verbund einer transparenten mit einer weissen Glasschicht

## Trübung durch Beimischung
Durch die Beimischung von Calciumphosphat, Fluoriden oder Zinnoxid vor dem Schmelzen wird eine Trübung des Glases erreicht. Hierfür ist oft Knochenasche benutzt worden, woraus sich der Begriff Beinglas zur Bezeichnung dieser Glasart ableitet. Milchglas, das durch Beimischung von Kryolith – einem Fluorid – entsteht, wird auch Kryolithglas oder Opalglas genannt.

## Trübung durch Aufrauung
Die Oberfläche des Glases wird entweder durch Säureätzung oder durch Sandstrahlen aufgeraut. Es entsteht eine Oberfläche wie bei einer Mattscheibe. Durch die raue Oberfläche wird das durchtretende Licht gestreut. Dies lässt das Glas weißlich und trüb erscheinen.
Aufgerautes Glas ist empfindlich gegenüber Fingerabdrücken und Verschmutzung. Um die Oberfläche zu glätten, kann diese beschichtet oder mechanisch bearbeitet werden. Diese Art Milchglas wird auch als satiniertes Glas bezeichnet.

## Anwendungen, Alternativen
Eine Trübung durch Aufrauen der Oberfläche wirkt nicht so stark streuend wie eine milchige Trübung in der Substanz. Die Wirkung der Rauheit der Oberfläche kann durch Benetzen mit Wasser oder Öl deutlich reduziert werden, die Täler im Glas (Brechungsindex etwa n=1,5) werden dabei mit Wasser (n=1,33) optisch gegenüber Luft (n=1) zu 2/3 ausgebügelt. In der Beleuchtungstechnik für Fotografie und Film werden als trübe Flächen auch oberflächlich strukturierte oder opake Kunststofffolien, Pergamentpapier oder durchscheinende Gewebe verwendet, die unzerbrechlich, leicht und zusammenfaltbar sind.
Beim Leuchtmittel der einfachen Wolframfaden-Glühlampe wird durch Innenmattierung des Kolbens eine gewisse Trübung erreicht, eine stärkere jedoch durch eine deckende Innenbeschichtung mit streuendem Pulver. Leuchtstoffröhren sind durch innen anhaftendes Leuchtmittelpulver zugleich mattiert, Röhren-Bildschirme durch aufgedruckte Leuchtstoffe.
Die mit rot oder blau eingefärbtem Alkohol gefüllte Kapillare eines Flüssigkeits-Thermometers besteht für kontrastreiche Ablesbarkeit oft aus Milchglas. Leuchten, die sehr gleichmäßig hell erscheinen sollen, werden in opakem Milchglas, oft in Kugelform, ausgeführt, dieses absorbiert jedoch auch einen gewissen Anteil des Lichts. Eher nur kleine plane Flächen, etwa in Eisenbahnweichen-Signalwürfeln werden oder wurden in Milchglas in Blechrahmen ausgeführt, größere Flächen heute oft in opakem Acrylglas, das leichter ist und stoßfester.